# CKTF-FM
CKTF-FM, diffusant sous le nom de Énergie Gatineau-Ottawa 104,1, est une station de radio commerciale privée québécoise affiliée au réseau Énergie située à Gatineau, au Québec, appartenant à Bell Media.
CKTF-FM diffuse sur la fréquence 104,1 MHz avec une puissance d'antenne de 19 000 watts via un émetteur unidirectionnel. La station diffuse de la musique de format contemporain et top 40.

## Historique
Radiomutuel obtient une licence de diffusion du CRTC en juin 1987. La station a été lancée le 11 mars 1988 en tant que station-sœur de CJRC 1150 et fut immédiatement affilié au réseau Radio Énergie. La puissance fut augmentée à 19 000 watts en 1995.
En juin 1999, Astral Media a annoncé son intention de faire l'acquisition de Radiomutuel, qui a été approuvée par le CRTC le 12 janvier 2000.
D'août 2009 à août 2015, CKTF et les stations du réseau Énergie diffusent sous le nom de NRJ, un groupe radio qui possède des stations dans plusieurs pays dans le monde, à la suite d'un accord conclu entre Astral Media et NRJ Group.
Le 16 mars 2012, Bell Canada (BCE) annonce son intention de faire l'acquisition d'Astral Média, incluant le réseau NRJ, pour 3,38 milliards de dollars. La transaction a été refusée par le CRTC. Bell Canada a alors déposé une nouvelle demande le 4 mars 2013, qui a été approuvée le 27 juin 2013.

### Slogan
- « Méchante radio » (août 2009 - décembre 2010)
- « La Radio des Hits » (janvier 2011 à août 2013)
- « L'NRJ musicale de Gatineau-Ottawa » (août 2013 à août 2015)
- « Toujours en tête » (Depuis août 2015)

### Identité visuelle (logo)

Ancien logo de NRJ Gatineau-Ottawa 104,1 du 24 août 2009 au 22 août 2015.
Logo d'Énergie Gatineau-Ottawa 104,1 depuis le 23 août 2015.

## Programmation
La programmation de Énergie 104,1 provient de Gatineau tous les jours de la semaine de 5 h 30 à 11 h 25 puis de 12 h 55 à 14 h 55, et les samedis et dimanches de 11 h à 17 h.
Le reste de la programmation (midi, retour à la maison, soirs, nuits et week-ends) provient de Montréal, en réseau sur Énergie.

## Animateurs de ÉNERGIE 104.1 Gatineau-Ottawa
- Chéli Sauvé-Castonguay : Le Boost!
- Phil Denis : Le Boost!
- Renée Germain : Vos classiques au travail
- Charles Noël : Weekend ÉNERGIE
- Jadrino Huot (Journaliste)
- Stéphanie Chabot (Circulation)

(révision : 2023)